# Maisnova FM
Maisnova FM  é uma rede de rádios brasileira com sede no município de Caxias do Sul, RS. É a matriz da Rede Maisnova FM e opera na frequência FM 98,5 MHz. É a maior rede do estado (se contado o fator "rede única", com diversas emissoras retransmitindo e segmentando a mesma programação), sendo ao mesmo tempo também a terceira maior e principal rede de rádios (se contado o fator "número de rádios") atrás das redes Pampa e RBS.

## História
A Rede Maisnova FM foi ao ar em 10 de março de 1999, ocupando o lugar da Rádio São Francisco FM de Caxias do Sul, gerando programação por satélite nas 24 horas do dia para as cidade de Vacaria, Marau, Garibaldi e Soledade. Mais recentemente se juntou a Rede, a rádio 102,5 MHz de Passo Fundo, As últimas duas emissoras a integrarem a Maisnova FM foram as rádios de Vila Flores e Lagoa Vermelha. Em maio de 2011 a Rede Maisnova ganha mais uma filiada, a Maisnova Sarandi 90.7 FM. No dia 17 de Fevereiro de 2014 a Rede Maisnova inaugurou a sua 10ª emissora,a rádio Alfa FM deu lugar à Maisnova Pelotas 94,5 MHz.
A Rede Maisnova tem um formato novo, popular, com locução ao vivo, gerando sua programação via satélite para dez emissoras do Estado do Rio Grande do Sul, sendo assim, a maior rede de rádios FM no estado do Rio Grande do Sul. Sua qualidade de som, amplificado e processado por moderna aparelhagem digital e com uma criteriosa pesquisa na escolha de cada som que vai ao ar, são alguns dos diferenciais que fazem da Maisnova uma das maiores redes do país e a maior do estado.
Em 3 de janeiro de 2022, a Maisnova FM faz sua estreia no dial da Grande Porto Alegre a partir da afiliação com a antiga Rádio Nova Progresso.